# تقليل المخاطر التجريبي
تقليل المخاطر التجريبي هو مبدأ في نظرية التعلم الإحصائي الذي يحدد عائلة من خوارزميات تعلم الآلة ويستخدم لإعطاء حدود نظرية لأدائها. الفكرة الأساس هي أننا لا نستطيع أن نعرف بالضبط مدى جودة عمل الخوارزمية في الممارسة العملية «الخطر الحقيقي» لأننا لا نعرف التوزيع الحقيقي للبيانات التي ستعمل عليها الخوارزمية، ولكن يمكننا بدلاً من ذلك قياس أدائها على مجموعة معروفة من بيانات التدريب (المخاطر «التجريبية»).